# Oriol Junqueras

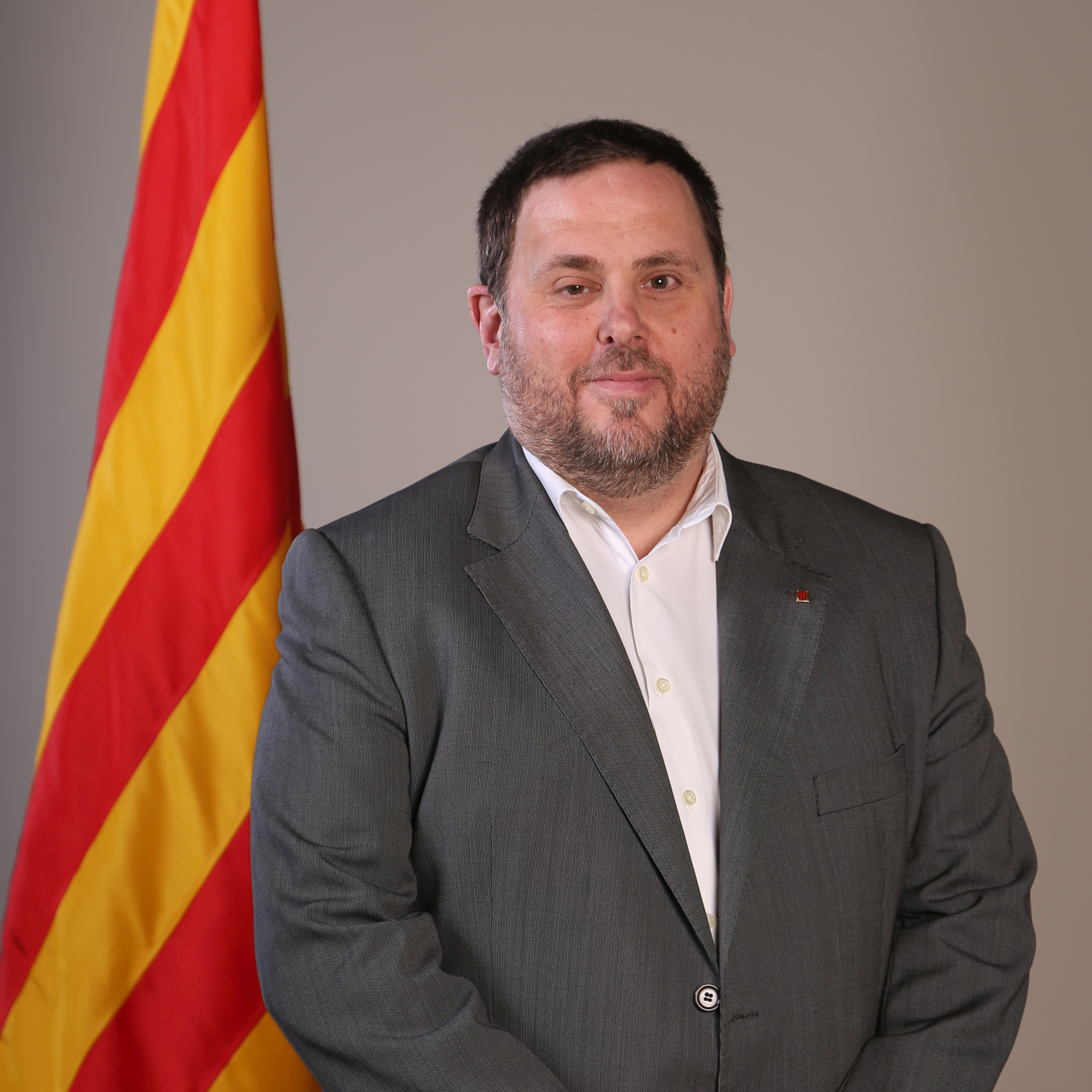
Oriol Junqueras (2016)

Oriol Junqueras i Vies (* 11. April 1969 in Barcelona) ist ein spanischer Historiker, Publizist und Politiker (Esquerra Republicana de Catalunya).
Junqueras war von 2009 bis 2012 Mitglied des Europäischen Parlaments für die separatistische Linkspartei Esquerra Republicana de Catalunya (ERC). Seit September 2011 ist er Parteivorsitzender der ERC, seit 2012 Mitglied des katalanischen Parlaments. Von Januar 2016 bis Oktober 2017 hatte er das Amt des Vizepräsidenten der katalanischen Regionalregierung inne. Er wurde im Oktober 2019 wegen „Aufruhr“ und Veruntreuung öffentlicher Mittel im Zusammenhang mit dem umstrittenen Unabhängigkeitsreferendum vom 1. Oktober 2017 zu 13 Jahren Haft verurteilt und im Juni 2021 (nach über drei Jahren Inhaftierung) begnadigt und freigelassen.

## Leben
Nach einem Studium der Neueren und Neuesten Geschichte promovierte Junqueras an der Universitat Autònoma de Barcelona (UAB) über das Wirtschaftsdenken im frühneuzeitlichen Katalonien. Später war er als Hochschuldozent an der UAB tätig, arbeitete in verschiedenen Radio- und Fernsehsendungen mit und publizierte verschiedene Bücher über die katalanische Geschichte. Seit 2008 leitet er die katalanische Online-Zeitschrift directe.cat.

## Politische Tätigkeit
In seiner politischen Tätigkeit steht Junqueras dem Katalanismus nahe. Er ist einer der Gründer der Organisation Sobirania i Progrés („Souveränität und Fortschritt“), die die Unabhängigkeit Kataloniens von Spanien fordert. Im Jahr 2003 wurde er als unabhängiger Kandidat auf der Liste der katalanisch-linksnationalistischen Partei Esquerra Republicana de Catalunya (ERC) für den Gemeinderat von Sant Vicenç dels Horts aufgestellt, in den er 2005 als Nachrücker einzog. 2007 wurde er als ERC-Spitzenkandidat wiederum in den Gemeinderat gewählt. Hier sprach er sich öffentlich gegen den EU-Verfassungsvertrag und gegen die Reform des katalanischen Autonomiestatuts 2006 aus, die ihm nicht weit genug ging.
Ende Januar 2009 wurde er von der Liste Europa de los Pueblos – Verdes als Spitzenkandidat für die Europawahlen in Spanien 2009 nominiert. Diese Liste umfasste neben der ERC noch weitere linksregionalistische Parteien: die galicische BNG und die baskische Aralar sowie die grüne Confederación de Los Verdes. Insgesamt erreichte die Listenverbindung einen Sitz im Europäischen Parlament, der zunächst von Junqueras eingenommen wurde. Aufgrund der Vereinbarungen der Mitgliedsparteien der Liste rotierte der Sitz jedoch: In den ersten zweieinhalb Jahren nahm zunächst Junqueras den Sitz, anschließend Ana Miranda Paz (BNG) und Iñaki Irazabalbeitia (Aralar) für jeweils ein Jahr und Pura Peris (Los Verdes) in den letzten sechs Monaten der Legislaturperiode.
Da die ERC zur Europäischen Freien Allianz (EFA) gehört, die im Europäischen Parlament eine Fraktionsgemeinschaft mit den Europäischen Grünen bildet, schloss sich Junqueras der gemeinsamen Fraktion Grüne/EFA an. Er war in dieser Zeit Mitglied im Petitionsausschuss des Europäischen Parlaments.
Von Juni 2011 bis Dezember 2015 war Junqueras Bürgermeister der Stadt Sant Vicenç dels Horts. Seit September 2011 ist er Parteivorsitzender der ERC und führte sie als Spitzenkandidat in die Parlamentswahl in Katalonien 2012. Als Oppositionsführer im katalanischen Parlament tolerierte er zwar die Minderheitsregierung der Convergència i Unió von Artur Mas, übte aber in Finanzfragen, sozialen Fragen, Fragen der nationalen Identität und der Frage nach einer möglichen Unabhängigkeit Kataloniens von Spanien Druck auf die Minderheitsregierung aus.
Nach der Parlamentswahl in Katalonien 2015 war Junqueras vom 14. Januar 2016 an Vizepräsident sowie Wirtschafts- und Finanzminister der Generalitat de Catalunya (katalanische Regionalregierung), ehe er im Zuge der Katalonien-Krise am 28. Oktober 2017 zusammen mit Präsident Carles Puigdemont und der übrigen Regionalregierung von der spanischen Regierung unter Mariano Rajoy des Amtes enthoben wurde.

### Strafverfahren und Verurteilung
Er stand seit der Amtsenthebung wegen seiner Beteiligung am umstrittenen Unabhängigkeitsreferendum vom 1. Oktober 2017 unter Anklage durch die spanische Justiz. Ihm wurde „Aufruhr“, „Rebellion“ und Veruntreuung öffentlicher Mittel zur Last gelegt.
Am 2. November 2017 folgte er einer Vorladung vor Gericht und wurde gemeinsam mit anderen Regierungsmitgliedern wegen erhöhter Fluchtgefahr in Gewahrsam genommen; während andere Regierungsmitglieder später gegen Kaution freikamen, lehnte das Gericht eine Freilassung Junqueras ab. Unabhängigkeitsbefürworter bezeichnen ihn als einen „politischen Häftling“. Die UN-Arbeitsgruppe gegen willkürliche Inhaftierungen kritisierte in ihrem Bericht vom 13. Juni 2019 den Freiheitsentzug von Junqueras und forderte seine Freilassung. Sie stellte Verstöße fest bezüglich der "Ausübung von Menschenrechten", dem "Grundsatz eines fairen Verfahrens" und kategorisierte die Inhaftierung als "rechtswidrig und diskriminierend".
Im Dezember 2018 nominierte die ERC Junqueras für Platz 1 der Wahlliste für die Europawahl 2019. Auch bei der vorgezogenen Wahl zum spanischen Unterhaus im April 2019 nominierte die ECR Junqueras als Spitzenkandidaten. Die Partei gewann 3,9 Prozent und damit 15 Sitze, darunter auch Junqueras. Obwohl in Haft, wurde es ihm erlaubt, das Parlament aufzusuchen und seinen Schwur als Abgeordneter zu leisten; die parlamentarische Immunität deckt jedoch nicht Taten vor seiner Wahl ab.
Bei der vier Wochen später stattfindenden Europawahl trat ERC gemeinsam mit anderen linken, kleineren Parteien als Listenverbindung Ahora Repúblicas an. Sie erhielt 5,4 Prozent der Stimmen und damit 3 der 59 spanischen Mandate. Damit gewann auch Junqueras ein Mandat, es wurde ordnungsgemäß im Gesetzesblatt des spanischen Staates veröffentlicht. Die Staatsanwaltschaft gestatte es ihm jedoch nicht, die Formalitäten für die Annahme des Mandates zu absolvieren; eine Beschwerde lehnte das Oberste Gericht ab und bestätigte die Ansicht der Staatsanwaltschaft.
Junqueras (sowie Puigdemont und Comin, die für JxC ins Europaparlament gewählt wurden, sich aber auf der Flucht vor der spanischen Justiz befinden) ließ sein Mandat ruhen, ohne einen Vertreter zu bestimmen, und klagte gegen die spanische Wahlkommission, die die Ernennung zum Abgeordneten nicht bestätigt hatte.
Am 14. Oktober 2019 wurde er von der spanischen Justiz wegen „Aufruhr“ und Veruntreuung öffentlicher Mittel im Rahmen der Strafverfahren infolge der Katalonien-Krise zu 13 Jahren Haft verurteilt. Der Europäische Gerichtshof urteilte im Dezember 2019, dass Junqueras freigelassen werden solle, da er schon mit der Wahl zum Abgeordneten des Europäischen Parlaments über parlamentarische Immunität verfüge, nicht erst ab Amtsantritt.
Wenige Tage später, Anfang Januar 2020, widersprach der spanische Zentrale Wahlausschuss diesem Urteil und entschied, Junqueras könne aufgrund seiner rechtskräftigen Verurteilung das Amt als Abgeordneter nicht antreten.
Der oberste spanische Gerichtshof entschied wenig später, dass das Urteil des Europäischen Gerichtshofs keinen Bestand habe – daraufhin zog das Europäische Parlament die Akkreditierung von Junqueras wieder zurück.
Am 7. Juni 2021 stellte Junqueras in seinem offenen Brief mirant al futur (die Zukunft betrachtend) den Weg der einseitigen Unabhängigkeit infrage und sprach sich für einen Dialog mit der spanischen Regierung aus.
Im Juni 2021 beschloss das Regierung Sánchez II die Begnadigung aller neun inhaftierten führenden katalanischen Politiker. Junqueras wurde am 23. Juni 2021 nach drei Jahren und drei Monaten Haft freigelassen. Ihm wurde eine sechsjährige Bewährungsfrist auferlegt; das 13-jährige Ämterverbot blieb bestehen.